# Torreon, Sandoval County, New Mexico
Torreon är en ort i Sandoval County i delstaten New Mexico, USA.